# Manufaktur der Weberkolonie

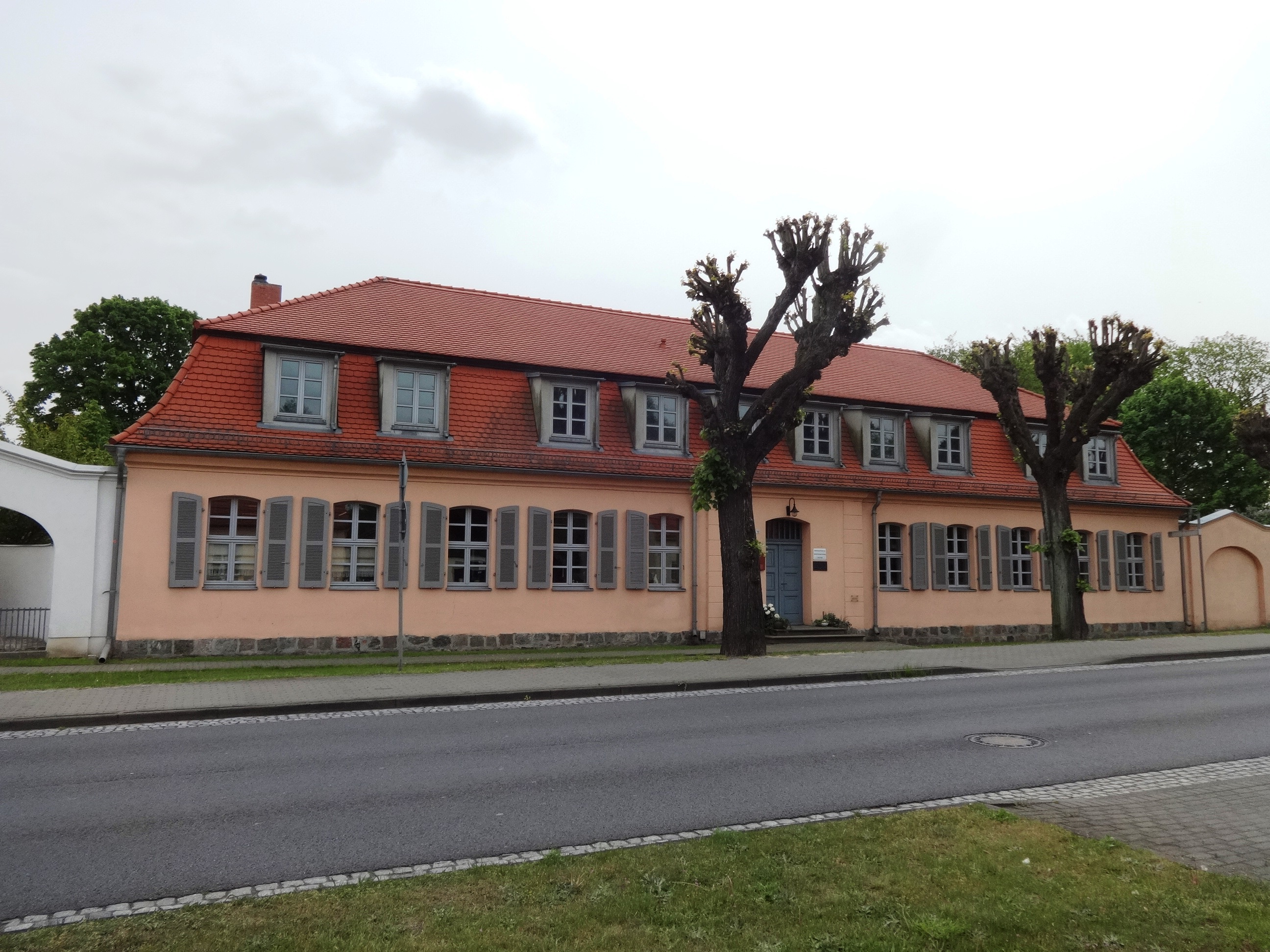
Manufaktur der Weberkolonie in Kloster Zinna

Die Manufaktur der Weberkolonie ist ein denkmalgeschütztes Gebäude in der Berliner Straße 72 im Ortsteil Kloster Zinna der Stadt Jüterbog im Landkreis Teltow-Fläming im Bundesland Brandenburg.

## Geschichte

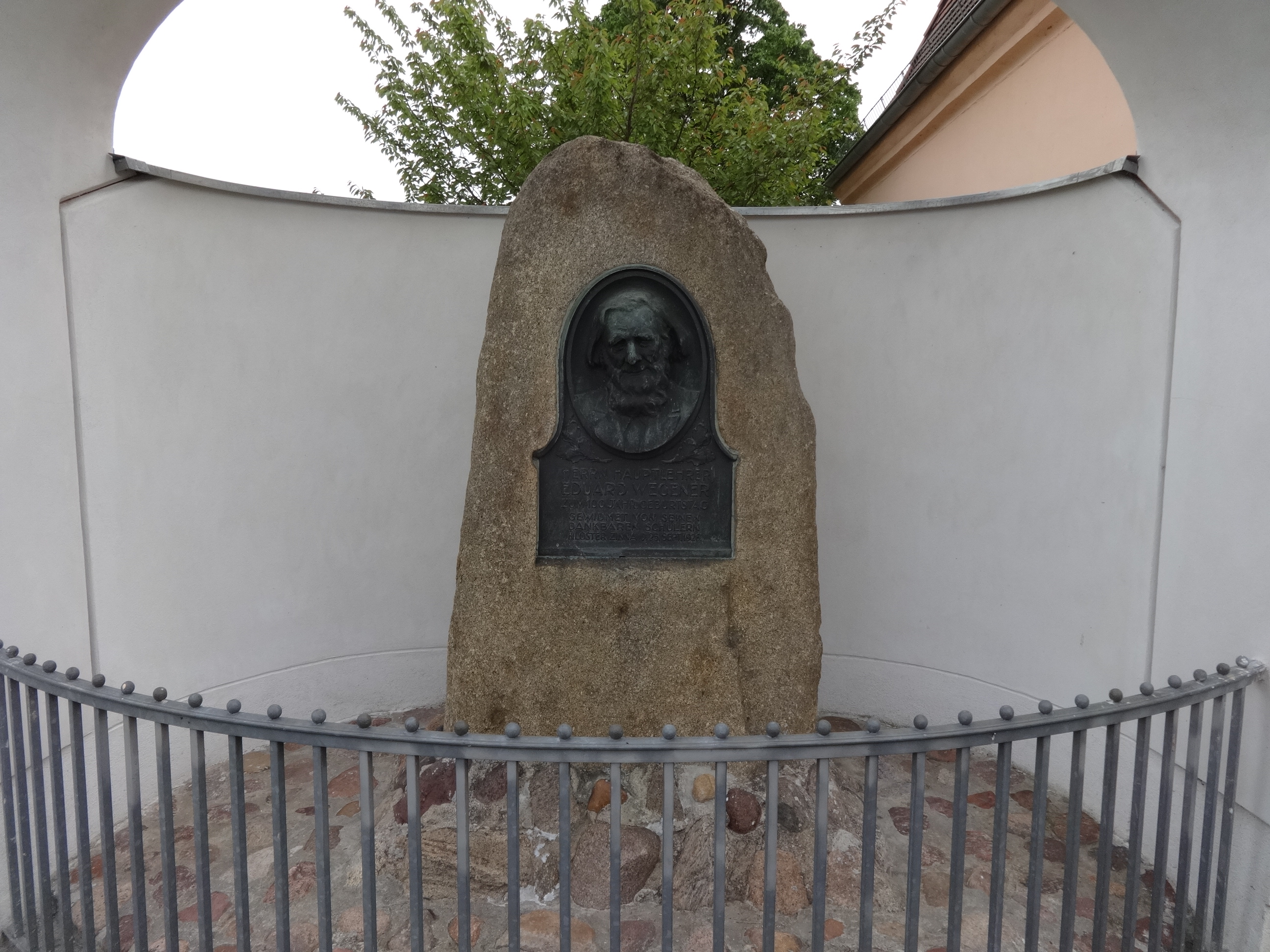
Denkmal für Eduard Wegener

Das Bauwerk entstand im Auftrag des Berliner Kaufmanns Jacob Friedrich Heyl, der im Jahr 1776 darin eine Manufaktur für Weber einrichtete. Bereits ein Jahr später übernahm der ebenfalls aus Berlin stammende Fabrikant Johann Georg Sieburg die Fabrik und richtete 22 Arbeitsplätze für Spinner und Weber ein. Es diente außerdem als Zollhaus. Nach seinem Tod im Jahr 1802 musste das Unternehmen schließen; seine Angestellten erwarben 1823 das Gebäude. Im Jahr 1830 gelangte es in staatlichen Besitz, als die Stadt dort eine sechsklassige Volksschule einrichtete. Einer der Lehrer dieser Schule war Eduard Wegener. Der 1826 geborene Pädagoge war zunächst Lehrer, später Hauptlehrer in Kloster Zinna. Auf seine Initiative hin veranstaltete der Ort ab dem Jahr 1848 ein Schulfest, um den Zusammenhalt der Gemeinde auch in wirtschaftlich schwierigen Zeiten zu fördern. Wegener unterrichtete rund 54 Jahre lang, teilweise in Klassenstärken mit bis zu 70 Kindern. Er war zwar für seine Strenge bekannt, aber gleichzeitig so beliebt, dass seine Schüler ihm zu Ehren im Jahr 1926 – zu seinem 100. Geburtstag – ein Denkmal mit seiner Büste links neben dem Hauptgebäude errichteten. Im Zweiten Weltkrieg wurde das Gebäude bei einer Brückensprengung beschädigt. Zur Zeit der DDR nutzte die Stadt das Haus als Kindergarten, Kinderkrippe, Jugendheim und Wanderquartier. Nach der Wende zog der Kindergarten in einen Neubau um und das Gebäude wurde als Arztpraxis und Gemeindeschwesternstation genutzt. In den Jahren 1996 bis 1998 baute die Stadt es zu einem Webermuseum um, das am 1. Mai 1998 eröffnet wurde. Seit 2002 heißt die offizielle Bezeichnung WebHaus.

## Architektur
Das eingeschossige Haus liegt in unmittelbarer Nähe der Straße von Luckenwalde nach Jüterbog am südlichen Ortsausgang. Es verfügt über elf Achsen mit zehn korbbogenförmigen Fenstern und dem Eingang in der mittleren Achse. Es ist mit einem hellgelb-rötlichen Putz versehen. Im mit rötlichen Dachziegeln eingedeckten Mansarddach befinden sich zur Straßenseite hin insgesamt zehn Fenster. Links von dem Gebäude ist in einer ehemaligen Tordurchfahrt das Denkmal für den Lehrer Wegener in einem weiß verputzten, geschweiften Bogen aufgestellt. Rechts von dem Gebäude ist die Tordurchfahrt noch erhalten.

## Museum Webhaus

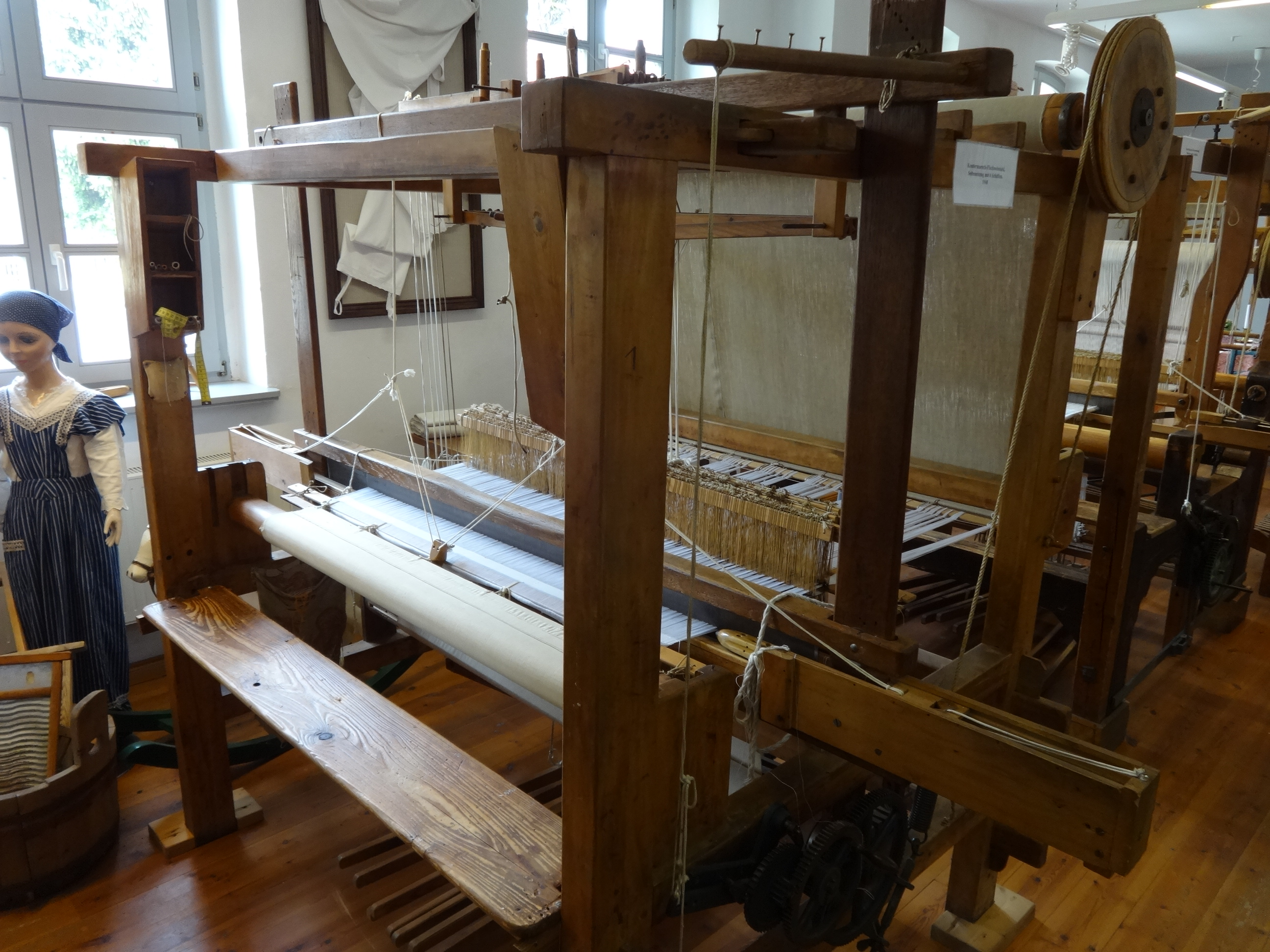
Webstuhl von Roswitha Moxter

1994 zog die Handweber-Meisterin Roswitha Moxter aus dem Eichberg-Haus in Thyrow nach Kloster Zinna. Der Förderverein unterstützte den Umzug, damit Moxter ihre Webkunst weiter fortführen und gleichzeitig ihr Wissen über die Handweberei an Dritte weitergeben konnte. Moxter ließ daraufhin ihre technische Ausstattung einschließlich fünf funktionsfähiger Webstühle in das Museum transportieren. 2004 starb Moxter. Ein Teil der Weberwerkstatt ging als Erbschaft zunächst verloren. 2006 kaufte die Stadt Jüterbog jedoch den größten Teil wieder zurück. Er ist seit dieser Zeit im Museum zu sehen. Unter den Stücken befindet sich beispielsweise ein Kontermarsch-Flachwebstuhl mit einem Mittelzug mit sechs Schäften aus dem Jahr 1838 sowie ein weiter entwickeltes Modell mit Seiteneinzug und sechs Schäften aus dem Jahr 1948.
Die Ausstellung informiert über die Geschichte des Klosters sowie den Aufbau und Niedergang der Webindustrie. Daneben befindet sich in einem der Räume als großformatiges Exponat die Vereinsfahne der Webergesellen-Brüderschaft zu Zinna von 1779. Die Fahne wurde im Jahr 2014 mit Hilfe von Fördermitteln restauriert.